# Chiropodomys gliroides
Il topo arboricolo dalla coda a pennello indomalese (Chiropodomys gliroides  Blyth, 1856) è un roditore della famiglia dei Muridi, diffuso in India, Cina, Indocina e Indonesia.

## Descrizione
Roditore di piccole dimensioni, con la lunghezza della testa e del corpo tra 75 e 105 mm, la lunghezza della coda tra 94 e 143 mm, la lunghezza del piede tra 15 e 22 mm, la lunghezza delle orecchie tra 13 e 19 mm e un peso fino a 35 g.

La pelliccia è folta e densa. Le parti superiori variano dal castano chiaro al bruno-rossiccio brillante. Le guance sono giallo-brunastre. Le vibrisse sono molto lunghe. Le orecchie sono piccole, marroni e ricoperte finemente di peli. Le parti ventrali sono bianche. Una larga banda giallo-arancione separa le due parti lungo i fianchi. Le parti dorsali delle zampe sono bianche. I piedi sono bianchi, con una striscia marrone che si estende dalle anche alla base delle dita. La coda è più lunga della testa e del corpo ed è uniformemente marrone scura o bruno-grigiastra con un ciuffo terminale di lunghi peli. Il numero cromosomico è 2n=42 FN=40.

## Biologia

### Comportamento
È una specie notturna e arboricola, ma talvolta scende sul terreno. Costruisce nidi fatti di foglie od altro materiale vegetale nelle fessure degli alberi e nei nodi delle canne di bambù, dove penetra formando dei fori circolari di 2,5 cm di diametro. Usa le liane per spostarsi attraverso la fitta vegetazione. Sembra essere più comune nelle foreste con sottobosco di bambù.

### Alimentazione
Si nutre principalmente di parti vegetali.

### Riproduzione
Le femmine hanno periodi di estro di un giorno intervallati tra loro di circa una settimana. Danno alla luce tra 1-4 piccoli alla volta. La gestazione dura circa 20 giorni. Apparentemente le nascite avvengono durante tutto l'anno. I piccoli nascono senza peli e con gli occhi chiusi. La peluria cresce al quinto giorno. Dopo 17 giorni sono parzialmente indipendenti. Lo svezzamento termina dopo un mese, mentre raggiungono le dimensioni adulte dopo 100 giorni. L'aspettativa di vita allo stato selvatico è di 23,8 mesi, mentre in cattività raggiunge i 43 mesi.

## Distribuzione e habitat
Questa specie è diffusa in India, Cina, Indocina e Indonesia.
Vive nelle foreste primarie e secondarie, foreste tropicali umide decidue e sempreverdi, foreste pluviali semi-sempreverdi di pianura e collinari, foreste pluviali sempreverdi montane, foreste secche decidue sub-tropicali fino a 1.600 metri di altitudine.

## Tassonomia
Sono state riconosciute 4 sottospecie:
- C.g.gliroides: Stato indiano dell'Assam, province cinesi dello Yunnan occidentale e Guangxi, Isola di Hainan, Laos, Vietnam, Thailandia occidentale, Tenasserim;
- C.g.anna (Thomas & Wroughton, 1909): Giava e Bali;
- C.g.niadis (Miller, 1903): Nias;
- C.g.penicillatus (Peters, 1869): Penisola malese, Sumatra meridionale, Isole Natuna: Bunguran, Serasan;

## Conservazione
La IUCN Red List, considerato il vasto areale, la popolazione numerosa e la presenza in diverse aree protette, classifica M.gliroides come specie a rischio minimo (Least Concern).